# Niurka Marcos
Niurka Marcos Calle (La Habana, 25 de noviembre de 1967) es una vedette, cantante, bailarina y actriz cubanomexicana.

## Biografía
Marcos nació en La Habana, Cuba, hija de Carmelo Marcos, un mayor de la marina cubana, y Salustiana «Celeste» Calle, una ama de casa. Tiene cinco hermanos: Martha, Maribel, Thomas, María del Carmen y Ernesto.[cita requerida]
Estudió cuatro años en la Escuela Nacional Circense de Cuba. Abandonó su país para ir a México, e ingresó a trabajar como bailarina en el centro nocturno Tropicana de Mérida, Yucatán.
En 2003, Marcos salió con el actor Bobby Larios. Posteriormente se casaron, pero ese matrimonio terminó en divorcio. Luego, Marcos se casó con Yanixán Texido en 2007. La pareja se separó en mayo de 2009 y el 6 de febrero de 2011 se divorciaron.
Ella fue parte del primer grupo de extranjeros naturalizados por el presidente Vicente Fox y tiene tres hijos nacidos en México: Itzcoatl «Kiko», Romina y Emilio.
En 2018, Marcos afirmó en una entrevista que su madre había fallecido.

## Carrera
Marcos protagonizó la telenovela Velo de Novia, producida por su entonces novio Juan Osorio. En 2001, Marcos interpretó a una bailarina erótica llamada «Karicia» en la telenovela mexicana Salomé, protagonizada por Edith González y Guy Ecker, por la cual recibió un Premio TVyNovelas a la «Mejor Actriz de Reparto en los Premios TVyNovelas 20». En 2004, fue concursante en la serie de realidad Big Brother México. Apareció como actriz de reparto en La Fea Más Bella durante 2006 y cantó en el álbum de la banda sonora de la serie en la canción «Se Busca Un Hombre». En 2007, lanzó un álbum titulado La Emperadora y posó para la edición de febrero de 2007 de la revista Playboy México.
Comenzó su propio programa en 2008 llamado Espectacularmente Niurka. También presentó El Show De Niurka que incluye juegos, bailes, canciones y un jacuzzi en el que entrevista a otros artistas. Marcos fue elegida para un remake teatral de La ronda de las arpías en agosto de 2009. En 2011, Marcos se unió al elenco de Emperatriz como la nueva villana.

## Trayectoria

### Programas de televisión
- La casa de los famosos All-Stars (2025) como concursante[10]
- La casa de los famosos (2022) como concursante[11]
- Rica, Famosa, Latina (2015-2017)
- Soy tu doble (2014) como juez
- México baila (2013) como concursante
- Ella es Niurka   (2011-2012) como conductora
- Mira quién baila (Univision)  (2010-2011) como concursante
- El show de Niurka (2008-2009) como conductora
- Ventaneando América (2008) como invitada
- Al extremo (2008)
- Big Brother VIP 3 - Capítulo 2  (2005)
- De los pies a la cabeza (1998)
- ¡Qué rico mambo!

### Telenovelas
- La mujer de Judas (2012) como Ricarda Araujo
- Emperatriz (2011) como Quimera
- Fuego en la sangre (2008) como Maracuyá
- La fea más bella (2006-2007) como Paula María Fuentes
- Velo de novia (2003) como Vida
- Salomé  (2001-2002) como Karicia de Cisneros
- Tres mujeres (2000) como Yamilé
- DKDA Sueños de juventud (1999-2000) como Perla
- Nunca te olvidaré (1999)... Alcatraz
- Gotita de amor (1998) como Constanza
- Vivo por Elena (1998) como Myrtha